# Усербаєв Галімжан Шахізиндаханович
Галімжан Шахізиндаханович Усербаєв (каз. Ғалымжан Шаһизиндаханұлы Өсербаев; нар. 19 грудня 1988, Кизилорда, Кизилординська область) — казахський борець вільного стилю, чемпіон та бронзовий призер чемпіонатів світу серед військовослужбовців, бронзовий призер чемпіонату Азії, бронзовий призер Всесвітніх ігор військовослужбовців, учасник Олімпійських ігор.

## Життєпис
У 2001—2007 роках навчався у школі-інтернаті для спортивно-обдарованих дітей імені Ж. Бахадура у Кизилординській області. У 2016 році закінчив Міжнародний казахсько-турецький університет імені Кожа Ахмета Яссауї за спеціальністю «Фізкультура та спорт». Працює тренером у Кизилординській обласній школі вищої спортивної майстерності.
Виступав за Центральний спортивний клуб армії. Чемпіон Казахстану 2014 та 2016 років. Тренер — Абуталіп Аманов.
На літніх Олімпійських іграх 2016 року в Ріо-де-Жанейро дістався півфіналу, де програв представнику Ірану Хассану Яздані з рахунком 0:10. У втішній сутичці за бронзову медаль поступився представнику Туреччини Сонеру Демірташу.

## Спортивні результати на міжнародних змаганнях

### Виступи на Олімпіадах
| Змагання                    | Збірна    | Вагова категорія          | Місце |
| --------------------------- | --------- | ------------------------- | ----- |
| Літні Олімпійські ігри 2016 | Казахстан | вільна боротьба, до 74 кг | 5     |

### Виступи на Чемпіонатах світу
| Змагання                        | Збірна    | Вагова категорія          | Місце |
| ------------------------------- | --------- | ------------------------- | ----- |
| Чемпіонат світу з боротьби 2014 | Казахстан | вільна боротьба, до 74 кг | 14    |
| Чемпіонат світу з боротьби 2017 | Казахстан | вільна боротьба, до 74 кг | 21    |
| Чемпіонат світу з боротьби 2019 | Казахстан | вільна боротьба, до 79 кг | 5     |

### Виступи на Чемпіонатах Азії
| Змагання                       | Збірна    | Вагова категорія          | Місце  |
| ------------------------------ | --------- | ------------------------- | ------ |
| Чемпіонат Азії з боротьби 2017 | Казахстан | вільна боротьба, до 74 кг | 9      |
| Чемпіонат Азії з боротьби 2018 | Казахстан | вільна боротьба, до 79 кг | 8      |
| Чемпіонат Азії з боротьби 2019 | Казахстан | вільна боротьба, до 79 кг | Бронза |
| Чемпіонат Азії з боротьби 2020 | Казахстан | вільна боротьба, до 79 кг | 5      |
| Чемпіонат Азії з боротьби 2021 | Казахстан | вільна боротьба, до 79 кг | 5      |

### Виступи на Чемпіонатах світу серед військовослужбовців
| Змагання                                                  | Збірна    | Вагова категорія          | Місце  |
| --------------------------------------------------------- | --------- | ------------------------- | ------ |
| Чемпіонат світу з боротьби серед військовослужбовців 2010 | Казахстан | вільна боротьба, до 66 кг | 5      |
| Чемпіонат світу з боротьби серед військовослужбовців 2014 | Казахстан | вільна боротьба, до 74 кг | Золото |
| Чемпіонат світу з боротьби серед військовослужбовців 2018 | Казахстан | вільна боротьба, до 79 кг | Бронза |

### Виступи на Всесвітніх іграх військовослужбовців
| Змагання                                | Збірна    | Вагова категорія          | Місце  |
| --------------------------------------- | --------- | ------------------------- | ------ |
| Всесвітні ігри військовослужбовців 2015 | Казахстан | вільна боротьба, до 74 кг | Бронза |

### Виступи на інших змаганнях
| Змагання                                                     | Збірна    | Вагова категорія          | Місце  |
| ------------------------------------------------------------ | --------- | ------------------------- | ------ |
| Турнір Яшара Догу 2012                                       | Казахстан | вільна боротьба, до 74 кг | 24     |
| Турнір Алі Алієва 2013                                       | Казахстан | вільна боротьба, до 74 кг | 27     |
| Турнір Олександра Медведя 2014                               | Казахстан | вільна боротьба, до 74 кг | 15     |
| Міжнародний турнір Дінмухамеда Кунаєва 2014                  | Казахстан | вільна боротьба, до 74 кг | Золото |
| Гран-прі «Іван Яригін» 2015                                  | Казахстан | вільна боротьба, до 74 кг | 22     |
| Кубок Президента Казахстану з боротьби 2015                  | Казахстан | вільна боротьба, до 74 кг | Бронза |
| Міжнародний турнір Дінмухамеда Кунаєва 2015                  | Казахстан | вільна боротьба, до 74 кг | Срібло |
| Олімпійський кваліфікаційний турнір з боротьби 2016 (Астана) | Казахстан | вільна боротьба, до 74 кг | Золото |
| Меморіал Вацлава Циолковського 2016                          | Казахстан | вільна боротьба, до 74 кг | 5      |
| Гран-прі Німеччини з боротьби 2016                           | Казахстан | вільна боротьба, до 74 кг | 13     |
| Турнір Дана Колова — Николи Петрова 2017                     | Казахстан | вільна боротьба, до 74 кг | 7      |
| Меморіал Вацлава Циолковського 2017                          | Казахстан | вільна боротьба, до 74 кг | Бронза |
| Турнір Володимира Семенова 2018                              | Казахстан | вільна боротьба, до 79 кг | 9      |
| Міжнародний турнір Дінмухамеда Кунаєва 2018                  | Казахстан | вільна боротьба, до 79 кг | Срібло |
| Турнір Аланії з боротьби 2018                                | Казахстан | вільна боротьба, до 79 кг | 19     |
| Турнір міста Сассарі з боротьби 2019                         | Казахстан | вільна боротьба, до 79 кг | Срібло |
| Меморіал Вацлава Циолковського 2019                          | Казахстан | вільна боротьба, до 79 кг | Срібло |
| Міжнародний турнір Дінмухамеда Кунаєва 2019                  | Казахстан | вільна боротьба, до 79 кг | Золото |
| Меморіал Маттео Пелліконе 2021                               | Казахстан | вільна боротьба, до 79 кг | Золото |